# 荒野を歩け
『荒野を歩け』（原題: Walk on the Wild Side） は、1962年制作のアメリカ合衆国の映画。エドワード・ドミトリクが監督し、ローレンス・ハーヴェイ、キャプシーヌ、ジェーン・フォンダ、アン・バクスター、バーバラ・スタンウィックが主演した。
ネルソン・オルグレンによる1956年の小説『荒野を歩め』を原作とし、ジョン・ファンテが脚本を執筆している。

## キャスト
※括弧内は日本語吹替（初回放送1973年6月24日『日曜洋画劇場』）
- ドヴ：ローレンス・ハーヴェイ（声：井上孝雄）
- ホリー：キャプシーヌ（声：藤波京子）
- キティ：ジェーン・フォンダ（声：小原乃梨子）
- ジョー：バーバラ・スタンウィック
- テレシナ：アン・バクスター
- ミス・プレシャス：ジョアンナ・ムーア
- オリバー：リチャード・ラスト

## その他
- 1930年代のニューオリンズが舞台であるのに、プロデューサーのフェルドマンは、キャプシーヌがピエール・カルダンの最新ファッションを着用することを要求した。